# Sara Kolak
Sara Kolak (ur. 22 czerwca 1995 w Ludbreg) – chorwacka lekkoatletka specjalizująca się w rzucie oszczepem. Mistrzyni olimpijska z Rio de Janeiro w 2016.
W 2012 odpadła w eliminacjach mistrzostw świata juniorów, a rok później w Rieti zdobyła brązowy medal mistrzostw Europy juniorów. W 2014 stanęła na najniższym stopniu podium mistrzostw świata juniorów w Eugene. W 2016 została brązową medalistką mistrzostw Europy oraz złotą medalistką olimpijską. Rok później podczas młodzieżowych mistrzostw Europy w Bydgoszczy wywalczyła złoty medal.
Mistrzyni Chorwacji z 2012, 2013, 2014 i 2016. Reprezentantka kraju w drużynowych mistrzostwach Europy, pucharze Europy oraz w meczach międzypaństwowych.
Rekord życiowy: 68,43 (6 lipca 2017, Lozanna) – rezultat ten jest aktualnym rekordem Chorwacji, 10. wynik w historii światowej lekkoatletyki.

## Osiągnięcia
| Rok  | Impreza                                  | Miejsce        | Pozycja              | Wynik |
| ---- | ---------------------------------------- | -------------- | -------------------- | ----- |
| 2012 | Mistrzostwa świata juniorów              | Barcelona      | el. – 23. miejsce    | 48,15 |
| 2013 | II liga drużynowych mistrzostw Europy    | Kowno          | 3. miejsce           | 56,32 |
| 2013 | Mistrzostwa Europy juniorów              | Rieti          | 3. miejsce           | 57,79 |
| 2014 | II liga drużynowych mistrzostw Europy    | Ryga           | 3. miejsce           | 56,90 |
| 2014 | Mistrzostwa świata juniorów              | Eugene         | 3. miejsce           | 55,74 |
| 2014 | Mistrzostwa Europy                       | Zurych         | el. – 21. miejsce    | 52,51 |
| 2016 | Puchar Europy w rzutach                  | Arad           | 2. miejsce (U-23)    | 58,11 |
| 2016 | Mistrzostwa Europy                       | Amsterdam      | 3. miejsce           | 63,50 |
| 2016 | Igrzyska olimpijskie                     | Rio de Janeiro | 1. miejsce           | 66,18 |
| 2017 | Puchar Europy w rzutach                  | Las Palmas     | 1. miejsce (U-23)    | 61,01 |
| 2017 | II liga drużynowych mistrzostw Europy    | Tel Awiw       | 1. miejsce           | 61,06 |
| 2017 | Młodzieżowe mistrzostwa Europy           | Bydgoszcz      | 1. miejsce           | 65,12 |
| 2017 | Mistrzostwa świata                       | Londyn         | 4. miejsce           | 64,95 |
| 2019 | II liga drużynowych mistrzostw Europy    | Varaždin       | 1. miejsce           | 57,97 |
| 2019 | Mistrzostwa świata                       | Doha           | 7. miejsce           | 62,28 |
| 2021 | Igrzyska olimpijskie                     | Tokio          | el. –                | NM    |
| 2022 | Mistrzostwa świata                       | Eugene         | el. –                | NM    |
| 2022 | Mistrzostwa Europy                       | Monachium      | el. – 14. miejsce    | 57,31 |
| 2023 | II dywizja drużynowych mistrzostw Europy | Chorzów        | 3. miejsce           | 59,62 |
| 2023 | Mistrzostwa świata                       | Budapeszt      | el. – 23. miejsce    | 55,89 |
| 2024 | Mistrzostwa Europy                       | Rzym           | 11. miejsce          | 55,90 |
| 2024 | Igrzyska olimpijskie                     | Paryż          | 4. miejsce           | 63,40 |
| 2025 | Puchar Europy w rzutach                  | Nikozja        | 3. miejsce (grupa A) | 59,66 |
| 2025 | II dywizja drużynowych mistrzostw Europy | Maribor        | 6. miejsce           | 56,97 |